# Маямі (аеропорт)
Маямський міжнародний аеропорт (IATA: MIA, ICAO: KMIA, FAA ідент. місц.: MIA), також відомий як МВС й історично відомий як Вілкокс-філд, є основним аеропортом, що обслуговує Велике Маямі, з понад 1000 щоденними рейсами до 167 внутрішніх та міжнародних напрямків. Аеропорт розташовано у неприєднаній до будь-якого міста місцевості у повіті Маямі-Дейд, у 13 км на північний захід від даунтауна міста Маямі, у Великому Маямі, між містами Маямі, Хаялія, Дорал, Маямі-Спрінгс, селом Вірджинія-Гарденс та неінкорпорованою місцевістю Фонтенбло.
Це головний аеропорт Південної Флориди для міжнародних польотів на великі відстані та центр для Південно-Східної Америки, з пасажирськими та вантажними рейсами до міст по всій Америці, Європі, Африці та Західній Азії, а також вантажними рейсами до Східної Азії. Це найбільший шлюз між Сполученими Штатами та Латинською Америкою й є одним з найбільших центрів авіакомпаній у США, завдяки своїй близькості до туристичних атракціонів, місцевому економічному зростанню, великому місцевому населенню Латинської Америки та Європи та стратегічному місцеположенню на сполученню між Північною Америкою, Латинською Америкою та Європою.
У 2018 році через аеропорт проїхало 45 044 312 пасажирів, що робить його 13-им найпопулярнішим аеропортом у США та 40-им найзайнятішим у світі за загальним пасажиропотоком. Це третій зайнятий аеропорт США за міжнародними пасажирськими перевезеннями. МІА — найпотужніший аеропорт штату Флорида за загальною кількістю літальних апаратів й загальним вантажопотоком, а другий зайнятий за загальним пасажиропотоком після Орландського міжнародного аеропорту.
Аеропорт є основним шлюзом American Airlines до Латинської Америки (Центральна Америка, Карибське море / Острови Вест-Індії, Південна Америка) разом з вітчизняним центром для регіональної філії American Eagle у США. Він також служить центром міста для Avianca, Frontier Airlines та LATAM, як для пасажирських, так і вантажних операцій. У минулому він був центром для Braniff International Airways, Eastern Air Lines, Air Florida, оригінальних National Airlines, оригінальних Pan-American World Airways («Pan Am»), United Airlines, Iberia Airlines та Fine Air.

## Історія

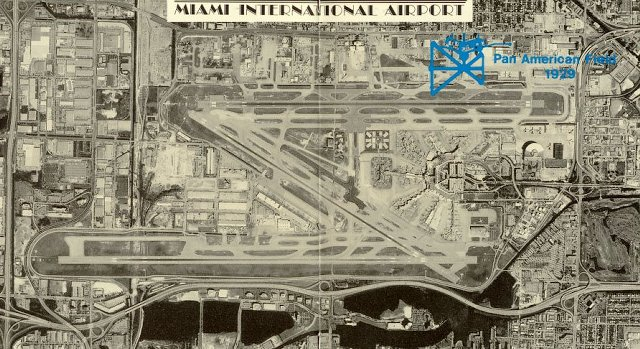
Супутникове зображення Міжнародного аеропорту Маямі накладено на помічені місця старого аеропорту Маямі-Сіті / Панамериканського поля / аеропорту 36-ї вулиці епохи 1920-х — 1950-х років у правому верхньому куті, що виходить на 36-у вулицю

Перший аеропорт на місці MIA відкрився в 1920-х роках й був відомий як аеропорт Маямі-Сіті. Компанія Pan American World Airways відкрила в 1928 році розширений аеропорт Панамерикан-філд, що прилягав до аеропорту міста. Панамерикан-філд було побудовано на 46 гектарах землі на 36-й вулиці і було єдиним материковим аеропортом на сході Сполучених Штатів, що мав порти в'їзних споруд. Її злітно-посадкові смуги були розташовані біля порогу сьогоднішньої злітно-посадкової смуги 26R. Eastern Airlines почали обслуговувати Панамерикан-філд у 1931 році, за ним — National Airlines у 1936 році. Маямський армійський аеродром відкрився у 1943 році під час Другої світової війни на південь від Пан-американ філд: злітно-посадкові смуги спочатку були розділені залізничними коліями, але два аеродроми були занесені до деяких каталогів як єдиний об'єкт. Після Другої світової війни у 1945 році місто Маямі створило портову адміністрацію й збільшило дохідні облігації, щоб придбати Пан-Американ філд, яке перейменували на аеропорт 36-ї вулиці. Він злився з колишнім Маямським армійським аеродромом, що було придбано у військово-повітряних сил армії Сполучених Штатів на південь від залізниці й розширено далі у 1951 році, коли сама залізнична лінія була перенесена на південь, щоб звільнити більше місце. Старий термінал на 36-й вулиці був закритий у 1959 році, коли відкрився центральний сучасний пасажирський термінал (оскільки значно розширився). З 1949 по 1959 рік з аеропорту діяли військові резерви військово-повітряних сил США та рятувальні ескадрильї, коли останній підрозділ переїхав до розташованої поблизу військово-повітряної бази Хомстед (тепер Повітряна резервна база Homestead).

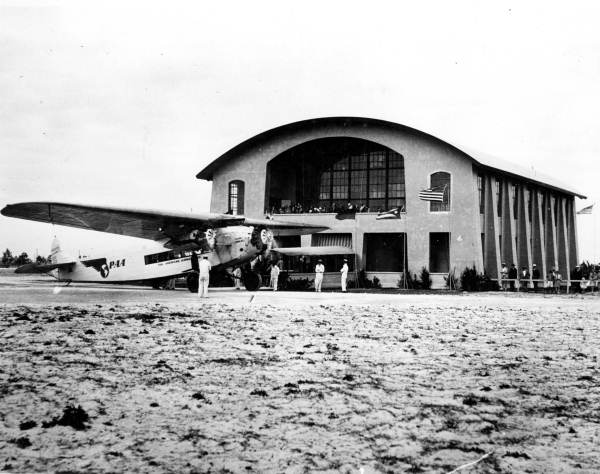
Перший термінал Pan American World Airways («Pan Am») складався з одного ангара. Аеропорт був базою закордонних польотів Pan Am на Кубу, але він припинив використовуватися, коли авіакомпанія перейшла на літаки-амфібії в Міжнародному пан-американському аеропорту зі видатним пан-американським Кліпером у середині 1930-х.

Беззупинні рейси до Чикаго та Ньюарцькомого міжнародного аеропорту Ліберті на північному сході Нью-Джерсі розпочалися наприкінці 1946 року, але нон-стопи не були впроваджені західніше за Сент-Луїс та Новий Орлеан до січня 1962 року. Безперервні трансатлантичні польоти до Європи почалися у 1970 році. Наприкінці 1970-х та на початку 1980-х Air Florida створив хаб у MIA, з безперервним рейсом до Лондона (Англія), який придбав у National після злиття останнього з Pan Am. Air Florida припинила свою діяльність у 1982 році після краху літака Air Florida 90. British Airways літав трисерією Concorde SST (надзвуковий транспорт) між Маямі та Лондоном через Вашингтон, округ Колумбія (Міжнародний аеропорт Даллеса) з 1984 по 1991 рік.

## Операції
У рік, що закінчився 31 січня 2018 року, в аеропорту було 413 692 авіаційних операцій, в середньому 1133 в день: 87 % комерційних рейсів, 9 % повітряного таксі, 4 % загальної авіації та <1 % військових. Бюджет на операції становив 600 мільйонів доларів у 2009 році.

### Споруди та літаки
Міжнародний аеропорт Маямі займає 1335 га і має 4 злітно-посадкові смуги:
- 8L / 26R: 8 600 фут × 150 фут (2 621 м × 46 м)
- 8R / 26L: 10 506 фут × 200 фут (3 202 м × 61 м)
- 9/27: 13 016 фут × 150 фут (3 967 м × 46 м)
- 12/30: 9 355 фут × 150 фут (2 851 м × 46 м)

У цьому аеропорту базується 28 літаків: 46 % багатомоторних та 54 % реактивних.

## Термінали та конкорси
В аеропорту загалом 131 воріт. Основний термінал в MIA датується 1959 роком, з кількома новими доповненнями. Напівкруглої форми, термінал має один лінійний конкорс (D) та п'ять складених у формі пірсу конкорсів, виписаних проти годинникової стрілки від E до J.
Безкоштовний двигун напівкруглої форми, термінал має один лінійний конкорс (D) та п'ять складених у формі пірсу конкорсів, виписаних проти годинникової стрілки від E до J. MIA з'єднує аеропорт з міжмодальним центром Маямі, де переїхали заклад прокату автомобілів та автовокзал. У MIC також розміщено станцію метро аеропорту та термінал Tri-Rail.
Будівництво «Північного терміналу» розпочалося у 1998 році й планувалося добудувати в 2005 році, але кілька разів було відкладено через перевищення витрат. Проектом керували American Airlines, поки департамент з питань авіації округу Маямі-Дейд не перейняло проект у 2005 році. Початковий проект був розроблений Corgan Associates, Anthony C Baker Architects and Planners, Perez & Perez та Leo A Daly. Після доопрацювання проекту проект був здійснений архітектурною фірмою Harper Partners.
Harper Partners виступала в ролі провідних архітекторів як для конкорса D Shell (41800 м2 площі нової будівлі), так і для спільного підприємства Harper Partners / Perez & Perez, яке служило архітекторами для 1,3 мільйона фунтів стерлінгів внутрішньої забудови та оздоблення American Airlines Всесвітній термінал шлюзу.
Новий міжнародний центр прибуття відкрився в серпні 2012 року, а проект завершився в січні 2013 року. Усі 12 міжнародних воріт, що були розроблені командою архітекторів Harper Partners, першими почали повністю функціонувати та приносити прибуток для авіаційного департаменту Маямі-Дейд. Міжнародний трансфер багажної системи передачі багажу, що був останнім компонентом проекту, був завершений у лютому 2014 року.

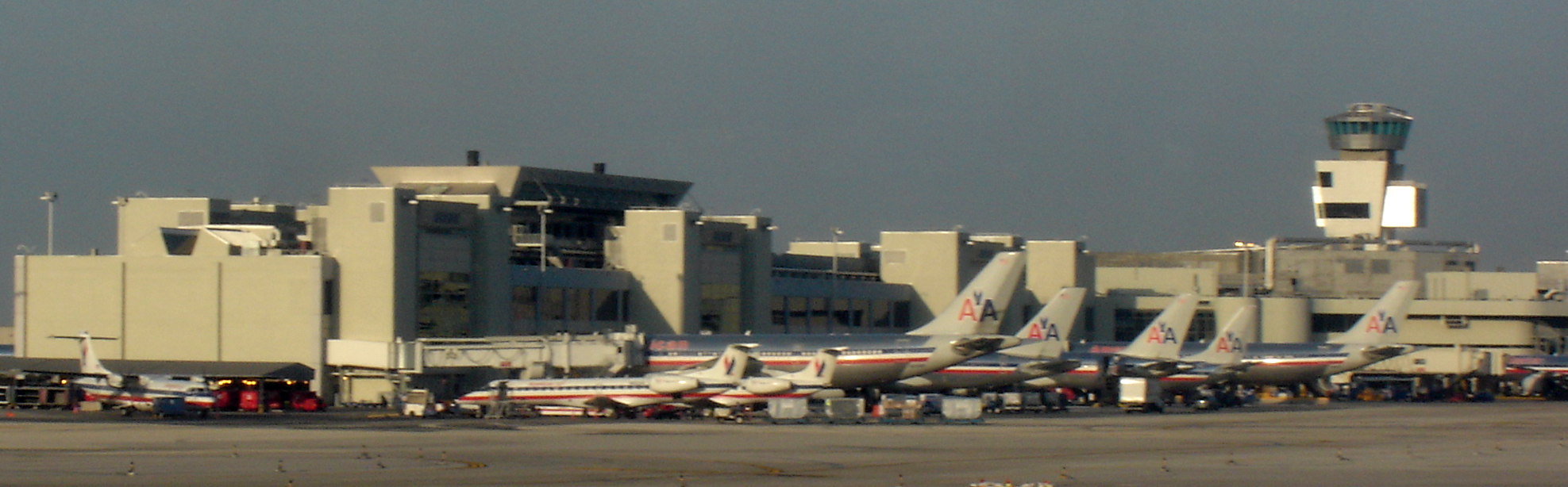
Літаки American Airlines на конкурсі D

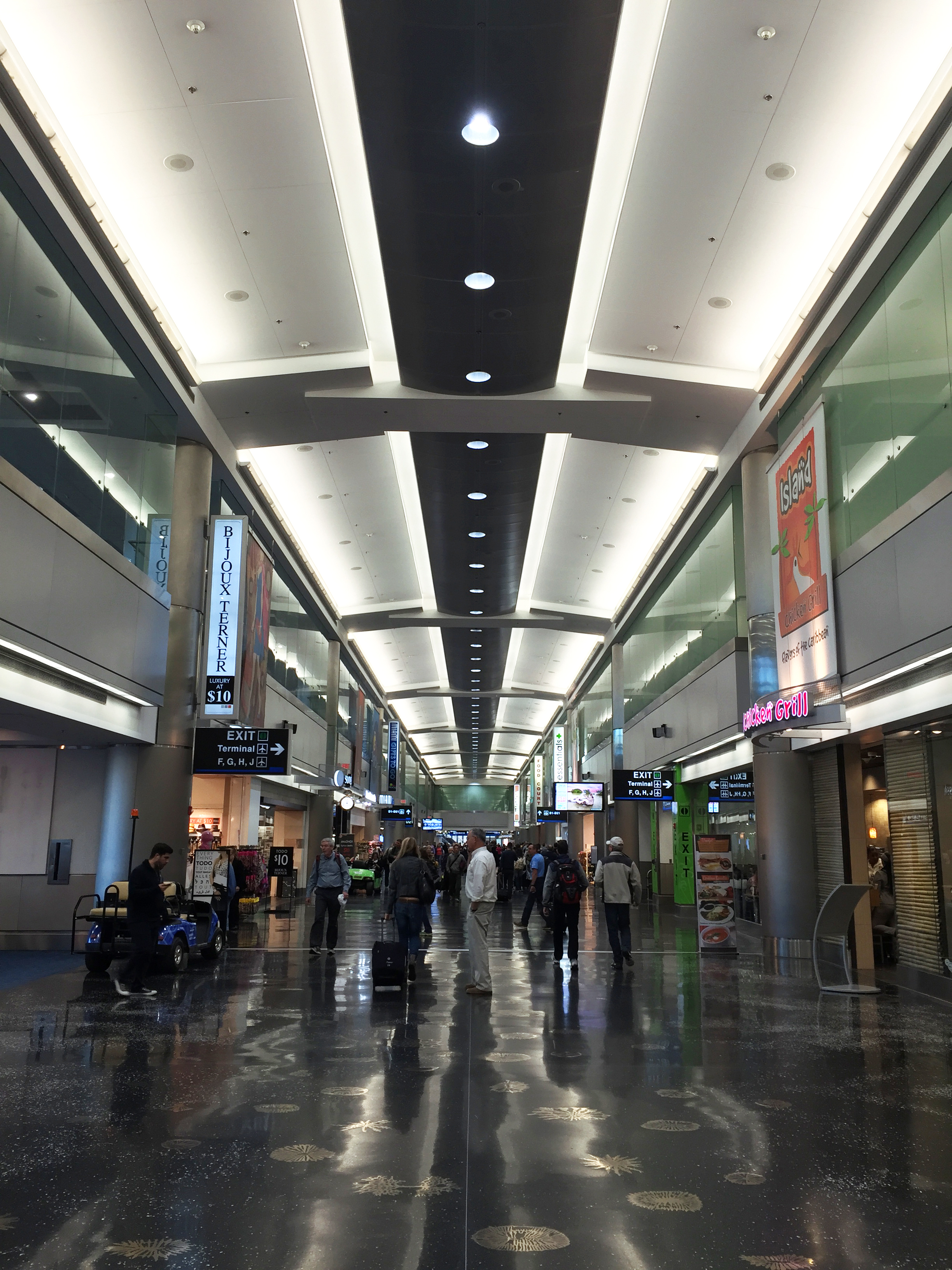
Внутрішній вигляд конкурсу D

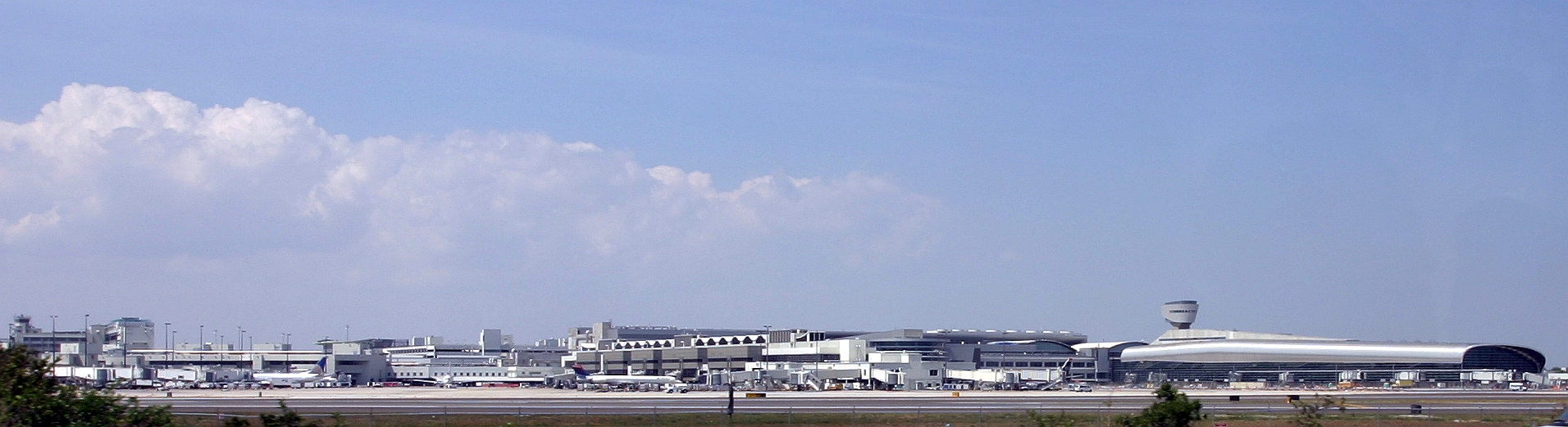
Панорамний вид на Конкурсах G і H, а також новий Конкурс J з півдня

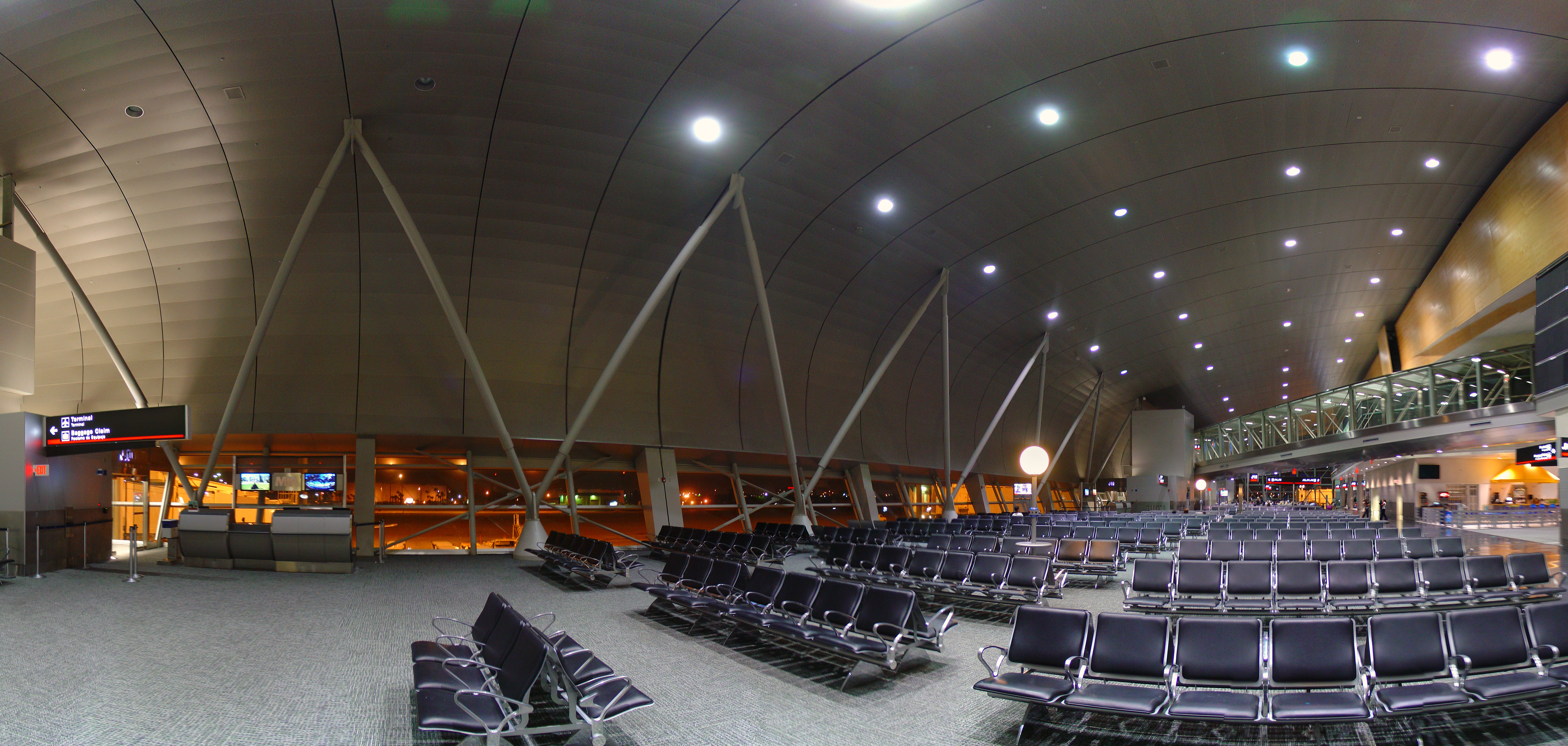
Концерт J в міжнародному аеропорту Маямі

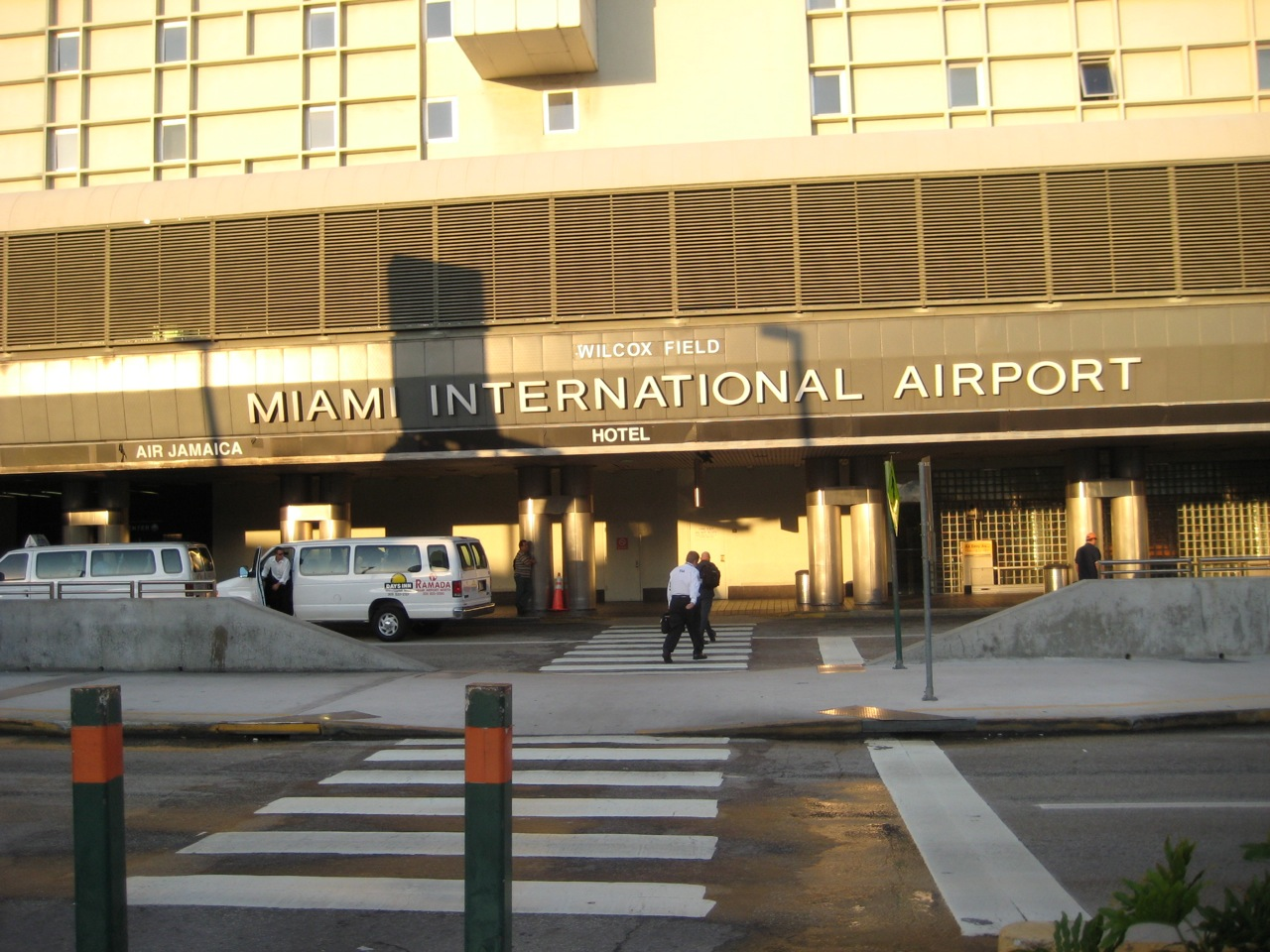
Вид на аеропорт

## Авіакомпанії та пункти призначення

### Пасажирський
- Aer Lingus — Дублін
- Аерофлот — Москва-Шереметьєво
- Aerolíneas Argentinas — Буенос-Айрес–Есеїса
- Aeroméxico — Мехіко-Сіті
- Air Canada Rouge — Монреаль-Трюдо, Торонто-Пірсон
- Air Europa — Мадрид
- Air France — Фор-де-Франс, Париж-Шарль де Голь, Pointe-à-Pitre, Port-au-Prince
- Air Italy — Милан-Малпенса
- Alitalia — Рим-Фіумічіно
- American Airlines — Антіигуа, Аруба, Атланта, Остін, Балтимор, Барбадос, Барселона (Іспанія), Барранкуїла, Беліз-Сіті, Бермуда, Богота, Bonaire, Бостон, Бразиліа, Буенос-Айрес-Есеїса, Калі, Camagüey, Канкун, Cap–Haïtien, Картахена, Шарлотт, Чикаго–О'Хер, Кордоба, Curaçao, Даллас/Форт-Ворт, Денвер, Детройт, Fort-de-France, Джорджтаун–Cheddi Jagan, Гранд-Кайман, Гренада, Гватемала-Сіті, Guayaquil, Хартфорд, Гавана, Holguín, Х'юстон–Міжконтинентальний, Кінгстон–Norman Manley, Лас-Вегас, Ліберія (CR), Ліма, Лондон-Хітроу, Лос-Анжелес, Мадрид, Манагуа, Манаус, Медельїн–JMC, Мехіко-Сіті, Мілан–Malpensa, Монтего-Бей, Монтевідео, Монреаль–Трюдо, Нашвіль, Новий Орлеан, Нью-Йорк–JFK, Нью-Йорк–ЛаГвардія, Ньюарк, Орландо, Панама-Сіті, Париж–Шарль де Голь, Перейра, Філадельфія, Фінікс–Sky Harbor, Pointe-à-Pitre, Port-au-Prince, Port of Spain, Providenciales, Пуерто-Плата, Пунта-Кана, Quito, Ралі/Дарем, Ріо-де-Жанейро–Galeão, Roatán, St. Croix, Сент-Кіттс, Сент-Луїс, Сент-Лусія-Hewanorra, St. Maarten, Сент-Томас, Сент-Вісент–Argyle, Сан-Антоніо, Сан-Дієго, Сан-Франциско, Сан-Хосе (Коста-Рика), Сан-Хуан, Сан-Педро-Сула, Сан-Сальвадор, Санта-Клара, Санта-Крус de la Sierra–Viru Viru (закінчується 28 листопада 2019), Сантьяго-де-Чилі, Сантьяго-де-Куба, Santiago de los Caballeros, Санто-Домінго-Лас-Амерікас, Сан-Паулу–Guarulhos, Сіаттл/Такома, Тампа, Тегусігальпа, Торонто–Пірсон, Варадеро, Вашингтон–Національний
- American Eagle — Атланта, Остін, Бірмінгем (Алабама), Чарлстон (Південна Кароліна), Цинциннаті, Клівланд, Колумбія (Південна Кароліна) (початок 18 грудня 2019), Колумбус–Glenn, Fayetteville/Бентонвілль (початок 18 грудня 2019), Fort-de-France, Фріпорт, Гейнсвілль, George Town, Грінсборо, Грінвілль/Спартанбург, Х'юстон–Intercontinental, Індіанаполіс, Джексонвілль (Флорида), Канзас-Сіті, Кі-Вест, Ноксвілль, Луїсвілль, Marsh Harbour, Мемфіс, Мерида, Міннеаполіс/Сент-Пол, Монтерей, Нассау, Новий Орлеан, Нью-Йорк-ЛаГвардія, Норфолк, North Eleuthera, Оклахома-Сіті (початок 18 грудня 2019), Пенсакола, Піттсбург, Pointe-à-Pitre, Providenciales, Richmond, Roatán, Саванна, Сент-Луїс, Таллахассі
- Austrian Airlines — сезонно до Відня
- Avianca — Barranquilla, Богота, Калі, Картахена, Меделльїн–JMC
- Avianca El Salvador — Гватемала-Сіті, Манагуа, Сан-Педро-Сула, Сан-Сальвадор|
- Avianca Perú — Ліма
- Bahamasair — Нассау, Сан-Сальвадор (Багами)
- Boliviana de Aviación — Santa Cruz de la Sierra–Viru
- British Airways — Лондон-Хітроу
- Caribbean Airlines — Port of Spain
- Cayman Airways — Cayman Brac, Grand Cayman
- Copa Airlines — Панама-Сіті
- Corsair International — Париж-Орлі
- Delta Air Lines — Атланта, Бостон (початок 21 грудня 2019), Детройт, Гавана, Міннеаполіс/Сент-Пол, Нью_йорк–Джона Кеннеді, Нью-Йорк–ЛаГвардія
- El Al — Тель-Авів
- Eurowings — Дюссельдорф
- Finnair — Гельсінкі (сезонно)
- Frontier Airlines — Атланта, Денвер, Лас-Вегас, Філадельфія, Ралі/Дарем (посаток 14 листопада 2019)
- Gol Transportes Aéreos — Бразилія, Форталеза
- Iberia — Мадрид
- Interjet — Мехіко-Сіті
- KLM — Амстердам (сезонно)
- LATAM Argentina — Буенос-Айрес–Ezeiza
- LATAM Brasil — Белем, Форталеза, Манаус, Рісіфі, Salvador da Bahia, Сан-Пауло–Guarulhos
- LATAM Chile — Пунта-Кана, Сантьяго-де Чилі
- LATAM Perú — Ліма
- LOT Polish Airlines — Варшава–Шопен
- Lufthansa — Франкфурт-на-Майні, Мюнхен
- Norwegian Air Shuttle — Лондон–Гатвік
- Qatar Airways — Доха
- Royal Air Maroc — Касабланка
- Scandinavian Airlines — сезонно; Копенгаген, Осло–Gardermoen, Стокгольм–Arlanda
- Sunwing Airlines — сезонно Монктон (початок 8 лютого 2020), Монреаль–Трюдо, Оттава, Квебек-Сіті, Торонто–Пірсон
- Surinam Airways — Аруба, Джорджтаун–Cheddi Jagan, Paramaribo
- Swiss International Air Lines — Цюрих
- TAP Air Portugal — Лісабон
- TUI fly Netherlands — Амстердам
- Turkish Airlines — Стамбул
- United Airlines — Чикаго–О'Хер, Х'юстон–Intercontinental, Ньюарк
- Virgin Atlantic — Лондон-Хітроу
- Viva Air Colombia — Меделльїн–JMC
- Volaris — Гвадалахара, Мехіко-Сіті
- WestJet — сезонно; Торонто–Пірсон
- XL Airways France — Париж–Шарль де Голь

### Вантажні
Аеропорт є одним з найбільших за кількістю вантажів у Сполучених Штатах і є основним пунктом сполучення вантажів між Латинською Америкою та світом. У 2018 році Міжнародний аеропорт Маямі обслуговував 2,3 мільйона тонн вантажу. Дев'яносто шість різних перевізників беруть участь у перевезенні понад 2 мільйонів тонн вантажів щорічно та забезпеченні безпечної поїздки понад 40 мільйонів пасажирів, йдеться у корпоративній брошурі Маямського міжнародного аеропорту. Він був першим з міжнародних вантажних перевезень та третім за загальним вантажоперевезенням у 2008 році. У 2000 році LAN Cargo відкрила велику операційну базу в аеропорту і в даний час працює велике вантажне обладнання в аеропорту. Більшість основних пасажирських авіакомпаній, таких як American Airlines використовують аеропорт для перевезення вантажів у пасажирських рейсах, хоча більшість вантажів перевозять усі вантажні авіакомпанії. Авіакомпанії UPS та FedEx Express базують свої основні операції в Латинській Америці в МВС. 
| Авіакомпанія                  | Пункт призначення |
| ----------------------------- | --- |
| 21 Air                        | Богота, Гватемала-Сіті, Панама-Сіті, Філадельфія |
| ABX Air                       | Богота, Барбадос, Цинциннаті, Georgetown, Кінгстон-Норман-Манлі, Lima, Nashville, Panama City, Port of Spain, Сан-Хосе-де-Коста-Рика |
| AeroUnion                     | Гватемала, Mérida, Mexico City, Сан-Хосе-де-Коста-Рика |
| Amazon Air                    | Балтимор, Цинциннаті, Х'юстон-Інтерконтінентал, Онтаріо, Тампа |
| Amerijet International        | Antigua, Аруба, Барбадос, Basseterre, Belize City, Канкун, Curaçao, Dominica–Douglas/Charles, El Paso, Форт-де-Франс, Georgetown–Cheddi Jagan, Grenada, Гватемала, Кінгстон-Норман-Манлі, Managua, Mexico City, Mérida, Monterrey, Panama City, Парамарибо, Пуанта-а-Пітр, Port-au-Prince, Port of Spain, San Juan, Сан-Педро-Сула, San Salvador, Santiago de los Caballeros, Санто-Домінго-Лас-Амерікас, St. Kitts, St. Maarten, St. Vincent-Argyle, Toledo, Vieux Fort, Washington—Dulles                                |
| Asiana Cargo                  | New York–JFK, Seoul–Incheon |
| Avianca Cargo                 | Асунсьйон, Барранкілья, Богота, Брюссель, Cali, Campinas–Viracopos, Curitiba–Afonso Pena, Гватемала, Guayaquil, Lima, Manaus, Medellín–Córdova, Монтевідео, Panama City, Кіто, Сан-Хосе-де-Коста-Рика |
| Cargolux                      | Х'юстон-Інтерконтінентал, Los Angeles, Люксембург |
| Cathay Pacific Cargo          | Anchorage, Hong Kong, Х'юстон-Інтерконтінентал |
| China Airlines Cargo          | Anchorage, Х'юстон-Інтерконтінентал, New York–JFK, San Francisco, Seattle/Tacoma, Тайвань-Таоюань |
| DHL Aviation                  | Anchorage, Atlanta, Барбадос, Богота, Цинциннаті, Гватемала, Lima, Los Angeles, Nashville, Orlando, Panama City, Парамарибо, Port-au-Prince, Port of Spain, Сан-Хосе-де-Коста-Рика, San Juan, Сан-Педро-Сула, Санто-Домінго-Лас-Амерікас |
| Ethiopian Airlines Cargo      | Аддис-Абеба, Богота, Лагос, Льєж, Сарагоса |
| FedEx Express                 | Atlanta, Богота, Індіанаполіс, Los Angeles, Medellín, Мемфіс, Newark, Ontario, Orlando |
| FedEx Feeder                  | Кінгстон-Норман-Манлі |
| IBC Airways                   | Cap–Haïtien, Fort Lauderdale, Freeport, Grand Cayman, Havana, Кінгстон-Норман-Манлі, Marsh Harbour, Montego Bay, Nassau, Port-au-Prince, Providenciales, Santiago de los Caballeros |
| Kalitta Air                   | Anchorage, Chicago–O'Hare, Цинциннаті, Х'юстон-Інтерконтінентал, Madrid, Port-au-Prince, Саньтьяго-де-Чилі |
| KF Cargo                      | Богота, Lima |
| Korean Air Cargo              | Anchorage, Campinas–Viracopos, Lima, Los Angeles, New York–JFK, Seoul–Incheon |
| LATAM Cargo Brasil            | Асунсьйон, Белу-Оризонті, Cabo Frio, Campinas–Viracopos, Curitiba–Afonso Pena, Гватемала, Guayaquil, Manaus, Panama City, Porto Alegre, Кіто, Ріо-де-Жанейро-Галеан, Salvador, Сан-Хосе-де-Коста-Рика, Сан-Паулу-Гуарульюс, Vitória |
| LATAM Cargo Chile             | Amsterdam, Асунсьйон, Богота, Buenos Aires–Ezeiza, Campinas–Viracopos, Ciudad del Este, Гватемала, Lima, Medellín–Córdova, Монтевідео, Кіто, Сан-Хосе-де-Коста-Рика, Саньтьяго-де-Чилі, Сан-Паулу-Гуарульюс |
| LATAM Cargo Colombia          | Amsterdam, Antofagasta, Асунсьйон, Богота, Брюссель, Campinas–Viracopos, Гватемала, Madrid, Medellín–Córdova, Panama City, Кіто, Ріо-де-Жанейро-Галеан |
| LATAM Cargo Mexico            | Guadalajara, Los Angeles, Mexico City |
| Martinair                     | Amsterdam, Богота, Buenos Aires–Ezeiza, Campinas–Viracopos, Гватемала, Lima, Лондон-Станстед, Кіто, Саньтьяго-де-Чилі |
| Northern Air Cargo            | Барбадос, Georgetown—Cheddi Jagan, Кінгстон-Норман-Манлі, Lima, Парамарибо, Port-au-Prince, Port of Spain, San Juan, St. Maarten, Санто-Домінго-Лас-Амерікас |
| Qatar Airways Cargo           | Buenos Aires–Ezeiza, Доха, Льєж, Люксембург, Кіто, Сан-Паулу-Гуарульюс |
| Skybus SAC                    | Lima |
| Southern Air                  | Anchorage, Цинциннаті, Гонконг |
| Transportes Aéreos Bolivianos | Lima, Santa Cruz de la Sierra–Viru |
| Turkish Airlines Cargo        | Х'юстон-Інтерконтінентал, Istanbul–Atatürk, Madrid |
| UPS Airlines                  | Atlanta, Austin, Богота, Campinas–Viracopos, Cedar Rapids/Iowa City, Charlotte, Chicago–O'Hare, Columbia (SC), Columbus–Rickenbacker, Dallas/Fort Worth, Des Moines, Fort Lauderdale, Greensboro, Greenville/Spartanburg, Гватемала, Guayaquil, Harrisburg, Jacksonville (FL), Knoxville, Луїсвілл, Managua, Мемфіс, Новий Орлеан, Orlando, Panama City, Пеорія, Philadelphia, Кіто, Raleigh/Durham, San Antonio, Сан-Хосе-де-Коста-Рика, Сан-Педро-Сула, San Salvador, Санто-Домінго-Лас-Амерікас, Тампа, West Palm Beach |
| Western Global Airlines       | Асунсьйон, Богота, Ciudad del Este, Монтевідео, Кіто, Саньтьяго-де-Чилі |

Додаткові вантажоперевізники, що обслуговують Маямі
- Aeronaves TSM
- Міжнародний авіаційний транспорт
- Американська реактивна хартія
- Atlas Air
- Estafeta Carga Aérea
- IFL Group
- KLM Cargo
- Мартинер
- Національні авіакомпанії
- Полярний повітряний вантаж
- Оренда вантажу Sky
- Підприємства Skyway

## Статистика

### Найпопулярніші напрямки
| Ранг | Місто                                    | Пасажири | Перевізники                |
| ---- | ---------------------------------------- | -------- | -------------------------- |
| 1    | Атланта, Джорджія                        | 876 000  | American, Delta, Frontier  |
| 2    | Нью-Йорк — Ла-Гвардія, Нью-Йорк          | 851 000  | American, Delta, Frontier  |
| 3    | Даллас / Форт-Ворт, Техас                | 631 000  | American                   |
| 4    | Чикаго — О'Харе, штат Іллінойс           | 630 000  | American, Frontier, United |
| 5    | Нью-Йорк — JFK, Нью-Йорк                 | 563 000  | American, Delta            |
| 6    | Лос-Анджелес, Каліфорнія                 | 504 000  | American                   |
| 7    | Вашингтон — Національний, округ Колумбія | 442 000  | American                   |
| 8    | Ньюарк, Нью-Джерсі                       | 413 000  | American, United           |
| 9    | Філадельфія, Пенсильванія                | 394 000  | American, Frontier         |
| 10   | Орландо, штат Флорида                    | 385 000  | American                   |

| Ранг | Аеропорт                                             | Пасажири | Перевізники                              |
| ---- | ---------------------------------------------------- | -------- | ---------------------------------------- |
| 1    | Сан-Паулу — Гуарульюс, Бразилія                      | 830,132  | American, LATAM                          |
| 2    | Лондон — Хітроу, Велика Британія                     | 776,480  | American, British Airways, Virgin Virgin |
| 3    | Буенос-Айрес — Езейза, Аргентина                     | 735 222  | Aerolíneas Argentinas, American, LATAM   |
| 4    | Гавана, Куба                                         | 673,701  | American, Delta, Swift Air               |
| 5    | Панама-Сіті, Панама                                  | 631,233  | American, Copa Airlines                  |
| 6    | Богота, Колумбія                                     | 574 859  | American, Avianka, LATAM                 |
| 7    | Ліма, Перу                                           | 574 473  | American, Avianka, LATAM                 |
| 8    | Мадрид, Іспанія                                      | 574,140  | Air Europe, Anerican, Iberia             |
| 9    | Мехіко, Мексика                                      | 516.803  | Aeroméxico, American, Interjet, Volaris  |
| 10   | Санто-Домінго-Лас-Амерікас, Домініканська Республіка | 437,769  | American                                 |

### Щорічний трафік
| Рік      | Пасажири   | Рік      | Пасажири   |
| -------- | ---------- | -------- | ---------- |
|          |            | 2009 рік | 33,886,025 |
| 2018 рік | 45,044,312 | 2008 рік | 34,063,531 |
| 2017 рік | 44,071,313 | 2007 рік | 33,740,416 |
| 2016 рік | 44,584,603 | 2006 рік | 32,533,974 |
| 2015 рік | 44,350,247 | 2005 рік | 31,008,453 |
| 2014 рік | 40,941,879 | 2004 рік | 30,165,197 |
| 2013 рік | 40 562 948 | 2003 рік | 29,595,618 |
| 2012 рік | 39,467,444 | 2002 рік | 30,060,241 |
| 2011 рік | 38,314,389 | 2001 рік | 31,668,450 |
| 2010 рік | 35,698,025 | 2000 рік | 33 621,273 |

## Наземний транспорт

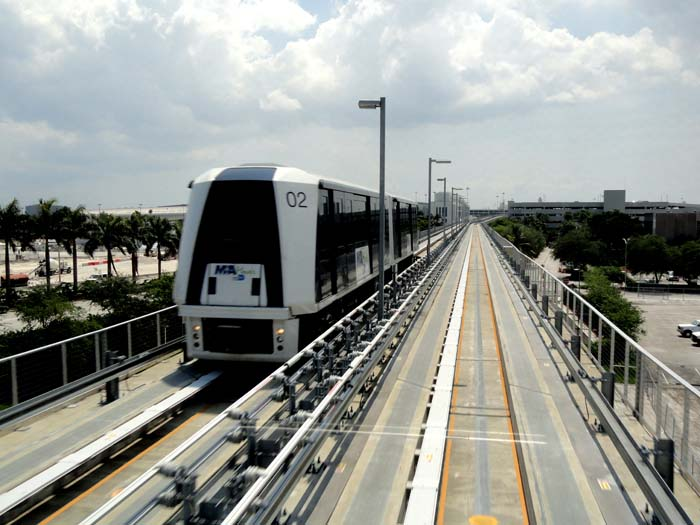
Двигун MIA забезпечує безкоштовний транспорт між терміналами MIA та Центром прокату автомобілів та станцією аеропорту Маямі.

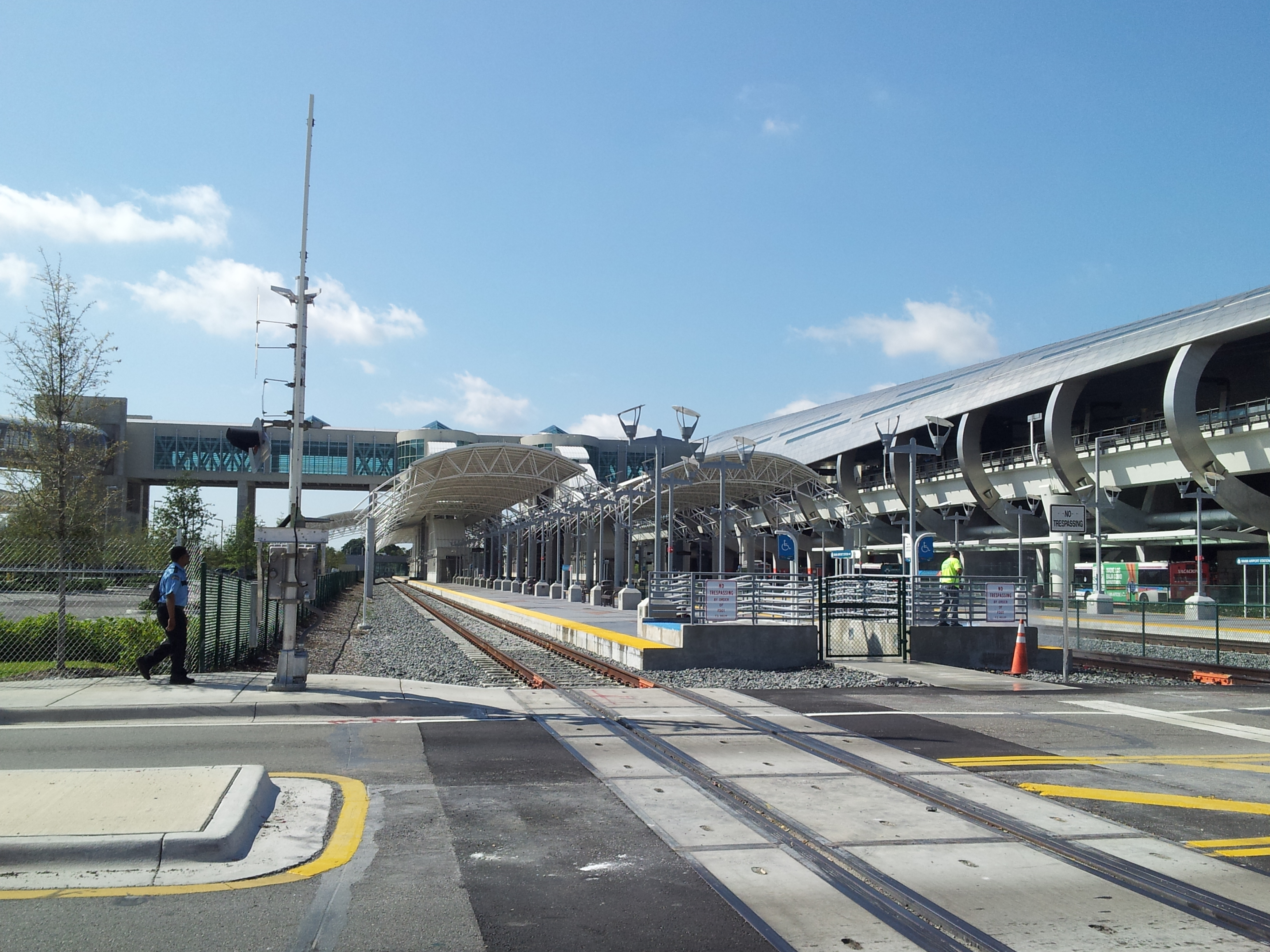
Станція аеропорту Маямі служить вузлом для міжміських перевезень, таких як Tri-Rail, Amtrak, Greyhound та Miami-Dade Transit.

Маямський міжнародний аеропорт має прямий доступ до послуг громадського транспорту у Маямі-Дейд Транзіт Метрорейл, мережі Метробас; міжміських Грейхаунд автобусних лініїй й до залізниці Тра-Рейл.
Міжнародний аеропорт Маямі використовує МВС Mover, вільні люди двіженец системи для трансферних пасажирів між терміналами МВДА і станцією аеропорту Маямі, який відкритий для громадськості 9 вересня 2011 року. До 2015 року Станція також надала пряму послугу Tri-Rail та Amtrak.
28 липня 2012 року станція аеропорту Маямі та помаранчева лінія метро Метрорейл відкрили сегмент на відстані понад 2 милі між Арлінгтон-Хайтс та MIC, забезпечуючи швидкий пасажирський залізничний транспорт від Міжнародного аеропорту Маямі до центру міста та пунктів на південь.

### Метрополітен (метрорейл), до Даунтауну Маямі й Саут-Біч
Metrorail оперує помаранчевою лінією від міжнародного аеропорту Маямі в пункти призначення, такі як Даунтаун, Брікелл, Сівік-центр, Коконат-Гроув, Корал-Ґейблс, Дейдланд, Хаяліа, Саут-Маямі й Винвуд. Доїхати з аеропорту до Даунтауну Маямі на Метрорейлі займає 15 хвилин.
У Маямі-Даде Транзит працює «Аеропорт Флаєр бус», що з'єднує MIA безпосередньо до Саут-Біч.

### Tri-Rail й Amtrak до Форт-Лодердейлу та Вест-Палм-Біч
MIA обслуговується прямою залізницею Маямі Tri-Rail, що почала працювати у 2015 році. Tri-Rail з'єднує MIA з північчю Маямі-Дейд, округами Бровард та Палм-Біч. Tri-Rail безпосередньо обслуговує станції на північ, такі як: Бока-Ратон, Дірфілд-Біч, Делрей-Біч, Форт-Лодердейл, Голлівуд, Помпано-Біч та Вест-Палм-Біч.
В майбутньому залізниця Amtrak також обслуговуватиме станцію Маямського аеропорту разом з потягами Силвер-стар й Силвер-метеор, що надають щоденні залізничні послуги до Орландо, Джексонвілля, Вашингтона, округ Колумбія, Філадельфії, Нью-Йорку та Лос-Анджелеса. Спочатку сполучення очікувалося наприкінці 2016 року, але через те, що платформи не мають достатньої довжини для зимового сезону, оскільки потяги перевищують 13 вагонів (на всі інші сезони потяги складаються до 9 вагонів), дата початку сполучення була перенесена на невизначений термін.

### Таксі та маршрутки

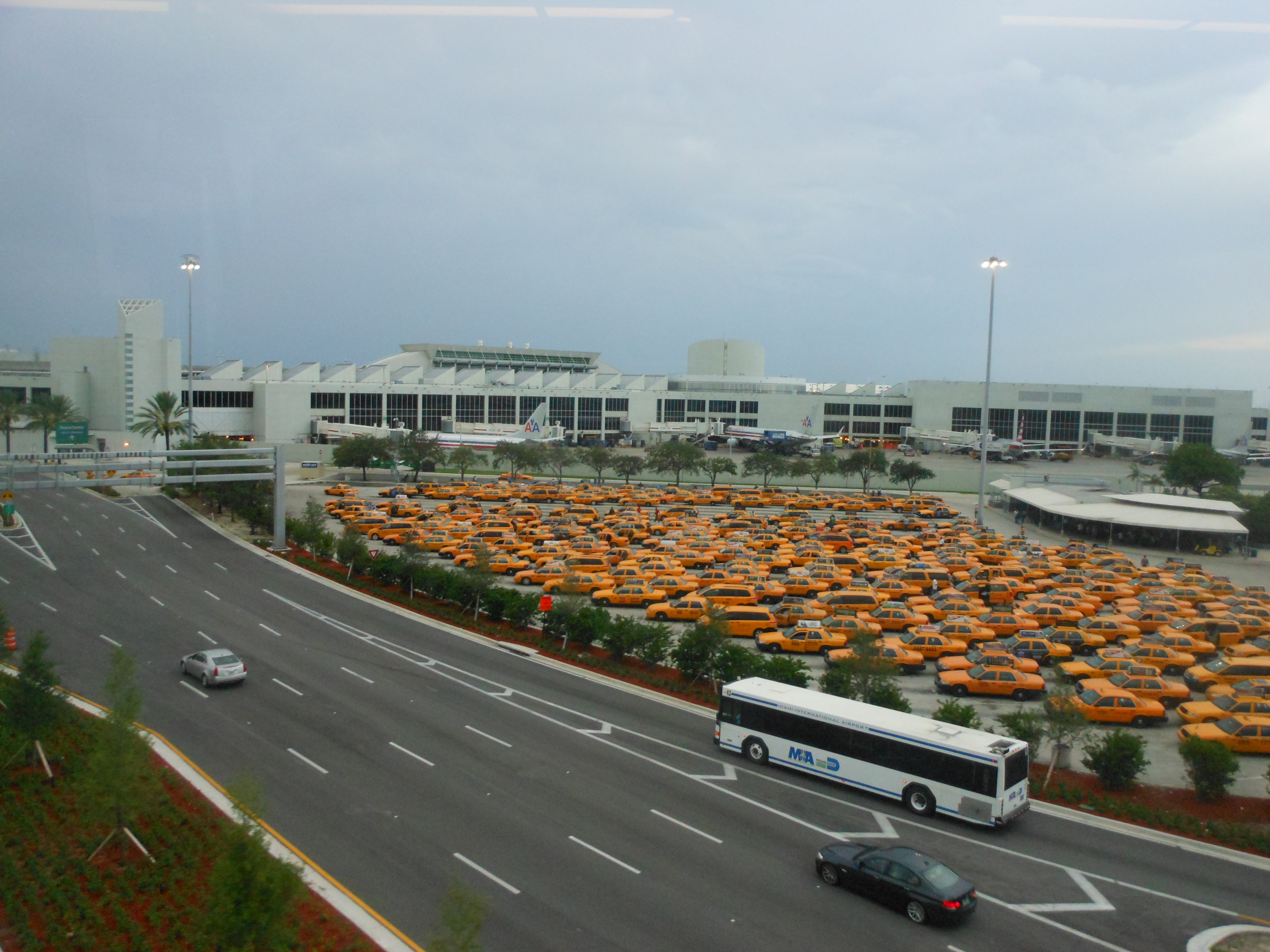
Таксі та маршрутні автобуси у Маямському міжнародному аеропорту

Таксі та маршрутки пропонують фіксовану плату до пунктів призначення у межах Маямі.

### Прокат автомобілів
MIA має нещодавно закінчений центр прокату автомобілів на новому Маямській центральній станції.

## Аварії та інциденти
- 2 жовтня 1959 р. На рейсі з Гавани до аеропорту Антоніо Масео, Сантьяго, троє чоловіків, що вимагали відвезти їх до США, було викрадено Віконт Cubana de Aviación. Літак приземлився у Маямському міжнародному аеропорту.[23]
- 12 лютого 1963 року рейс 705 Northwest Airlines впав у Еверглейдс під час руху з Маямі до Портланда штатОрігон через Чикаго О'Харе, Спокан та Сіаттл. Усі 43 пасажири та екіпаж загинули.
- 23 червня 1969 року в Dominicana Air Lines Carvair ATL. 98, модифікований DC-4, що рухався до Санто-Домінго, повернувся до Маямського міжнародного аеропорту з палаячим двигуном, й впав на 36-ту вулицю. 5 мертвих; 7 травмовано.[24]
- 29 грудня 1972 р. Рейс 401 Eastern Air Lines, Локхід L-1011, впав у Еверглейдс. Літак покинув міжнародний аеропорт JFK у Нью-Йорку, й прямував до Маямі. (тема голлівудського фільму «Привид рейсу 401»). Загинуло 101 з 176 пасажирів та екіпажу на борту.
- 15 січня 1977 року Дуглас DC-3 N73KW Air Sunshine розбився невдовзі після зльоту на внутрішньому пасажирському рейсі до міжнародного аеропорту Кі-Вест, штат Флорида. Усі 33 особи на борту вижили.[25]
- 11 травня 1996 року рейс ValuJet 592 впав у Еверглейдс через 10 хвилин після вильоту з MIA під час руху до міжнародного аеропорту Хартсфілд-Джексон у Атланті після пожежі, що спалахнула у вантажному приміщенні, загинуло 110 людей.
- 7 серпня 1997 року Fine Air Flight 101, вантажний літак Douglas DC-8, впав на NW 72nd авеню менш ніж за 1,5 км від аеропорту. Усі 4 мешканці на борту та 1 людина на землі загинули.
- 2 лютого 1998 року 2 літаки Skyway Enterprises Shorts 330—200 (N2630A та N2629Y) були пошкоджені після ремонту торнадо у Маямському міжнародному аеропорту. Обидва літаки довелося списати. Ніхто не постраждав.[26]
- 15 вересня 2015 року авіарейс Qatar Airways рейсом 778 до Дохи перекрив злітно-посадкову смугу 9 під час зльоту та зіткнення з під'їзними вогнями для злітно-посадкової смуги 27. Зіткнення, що пройшло непомітно під час польоту 13,5 годин, зірвало 18-дюймів (46 см) отвір у фюзеляжі під тиском літака Boeing 777—300 безпосередньо за задніми вантажними дверима. Екіпаж розгубився показниками бортового комп'ютера та помилково почав зліт на ВПП 9 на перехресті з таксішляхом T1, а не у кінці злітно-посадкової смуги, що обрізана приблизно 1370 м від доступної довжини злітно-посадкової смуги для зльоту.[27][28]